# La mia vita (racconto)
(Misaìl, protagonista del racconto)
La mia vita (Moja žizn’) è un racconto dello scrittore russo Anton Čechov. Fu pubblicato per la prima volta sulla rivista Niva, nei mesi di ottobre, novembre e dicembre del 1896.
La mia vita è una delle più importanti opere narrative che Čechov abbia scritto.

## Trama
Misaìl, figlio di un nobile architetto, si rifiuta di lavorare nel servizio amministrativo russo e respinge qualsiasi altra occupazione intellettuale, attirandosi così le ire del padre e la riprovazione di amici e parenti. Dopo un breve impiego come telegrafista, Misaìl decide di lavorare come operaio alle dipendenze di Rèdka, un verniciatore di tetti, sollevando lo sconcerto dei suoi conoscenti e la curiosità – ma anche la diffidenza – delle classi più umili. Viene perfino convocato dal governatore in persona, il quale, pregato dal padre di Misaìl, lo invita a condurre una vita consona al suo rango e lo avverte che in caso contrario dovrà prendere provvedimenti affinché lasci la città. Misaìl persiste tuttavia nelle proprie convinzioni e molti ora preferiscono evitarlo o ignorarlo; la sola che abbia ancora stima di lui (escluse la sorella Kleopàtra e la di lei amica Anjùta Blàgova, segretamente innamorata del giovane) è Màrija Viktòrovna, figlia dell'ingegnere che aveva procurato a Misaìl il posto di telegrafista. Misaìl e Màrija si innamorano l'uno dell'altra, si sposano e si trasferiscono in campagna, dove lui inizia a lavorare la terra. Ben presto, però, Màrija si stanca della monotona vita rurale e della durezza di carattere dei contadini e abbandona il marito. Misaìl fa ritorno in città e con la sorella, a sua volta ripudiata dal padre per via di uno scandalo, va a vivere nella casa di Rèdka.

## Edizioni in lingua italiana
- Anton Čechov, Racconti, traduzioni di Ettore Lo Gatto, Laura Celani, Cinzia Del Vecchio, Carla Muschio, Ercole Reggio, Marussia Shkirmantova, Serena Vitale, 2 voll., Garzanti, Milano, 1993.